# روبرتو غوتيريز
روبرتو غوتيريز (بالإسبانية: Roberto Gutiérrez)‏ (18 أبريل 1983 في تشيلي - ) هو لاعب كرة قدم تشيلي في مركز الهجوم. شارك مع منتخب تشيلي لكرة القدم. أما مع النوادي، فقد لعب مع أتلانتي إف سي وإيفرتون دي فينا ديل مار وسانتياغو واندررز وكروز آزول وكولو-كولو ونادي أونيفرسيداد كاتوليكا ونادي أوهيجينس ونادي بالستينو ونادي تيكوس وديبورتيس ميليبيلا.

## وصلات خارجية
- روبرتو غوتيريز على موقع قاعدة بيانات كرة القدم.إي يو (الإنجليزية)
- روبرتو غوتيريز على موقع ناشيونال فوتبول تيمز (الإنجليزية)
- روبرتو غوتيريز على موقع Soccerway.com (الإنجليزية)